# Sikorsky S-76 Spirit
Sikorsky S-76 Spirit – amerykański średni śmigłowiec wielozadaniowy zbudowany przez Sikorsky Aircraft Corporation.

## Historia
Prace nad nowym średnim śmigłowcem wielozadaniowym rozpoczęły się w firmie Sikorsky w połowie lat 70. Śmigłowiec konstruowano z myślą o odbiorcach cywilnych, głównie firm zajmujących się obsługą platform wiertniczych lub transportem przedsiębiorców. W 1982 opracowano wersję przeznaczoną do transportu rannych i ewakuacji medycznej a także wersję do zadań poszukiwawczo-ratowniczych która mogła być przystosowana do pełnienia funkcji ambulansu medycznego w formacjach obrony cywilnej.
W lutym 1982 S-76 ustanowił 12 międzynarodowych rekordów w swojej klasie m.in. pobił rekord prędkości na odcinkach 15 i 25 km a także rekord prędkości lotu w obwodzie zamkniętym 500 km.

## Warianty
- S-76MkII – zwiększona moc silników-zmodernizowana konstrukcja
- S-76A – wyposażony w silniki Rolls Royce Allison
- S-76A+ – wyposażony we francuski silnik Turbomeca Arriel
- S-76B – wyposażony w silniki Pratt& Whitney Canada PT6B
- AUH-76 – wersja wojskowa powstała na bazie wersji S-76 MkII
- H-76 Eagle – wersja dla lotnictwa wojsk lądowych powstała na bazie S-76B